# Макула, Тибор де
Тибор де Макула (англ. Tibor de Machula; 30 июня 1912, Коложвар — 18 декабря 1982) — венгерский виолончелист.
Семилетним начал учиться у Адольфа Шиффера в Будапештской консерватории. В 12 лет исполнил концерт Гайдна с оркестром консерватории. Затем гастролировал по Италии, а потом отправился завершать своё музыкальное образование в Кёртисовский институт музыки, который закончил в 1927 г. у Феликса Салмонда.
В 1930 г. де Макула вернулся в Венгрию и вошёл в состав Будапештского трио (вместе со скрипачом Николасом Ротом и пианистом Паулем Шраммом), с которым отправился в продолжительные гастроли (в частности, трио успешно выступило на Яве, Суматре и Цейлоне).
В 1936 г. Фуртвенглер предложил ему стать главным виолончелистом Берлинского филармонического оркестра, которым он оставался в течение 11 лет. С 1947 г. до выхода на пенсию в 1977  г. - был главным виолончелистом оркестра Концертгебау в Амстердаме. Помимо работы в оркестре, Де Мачула был активен во всех видах ансамблей камерной музыки (таких как струнный квартет Концертгебау с Яном Даменом , Яном Брессером и Клаасом Буном) и в качестве солиста. Он преподавал в Музее-лицее в Амстердаме. Среди учеников де Макулы, в частности, Ансси Карттунен.